# Mataraca
Mataraca este un oraș în Paraíba (PB), Brazilia.